# Perikoronitida

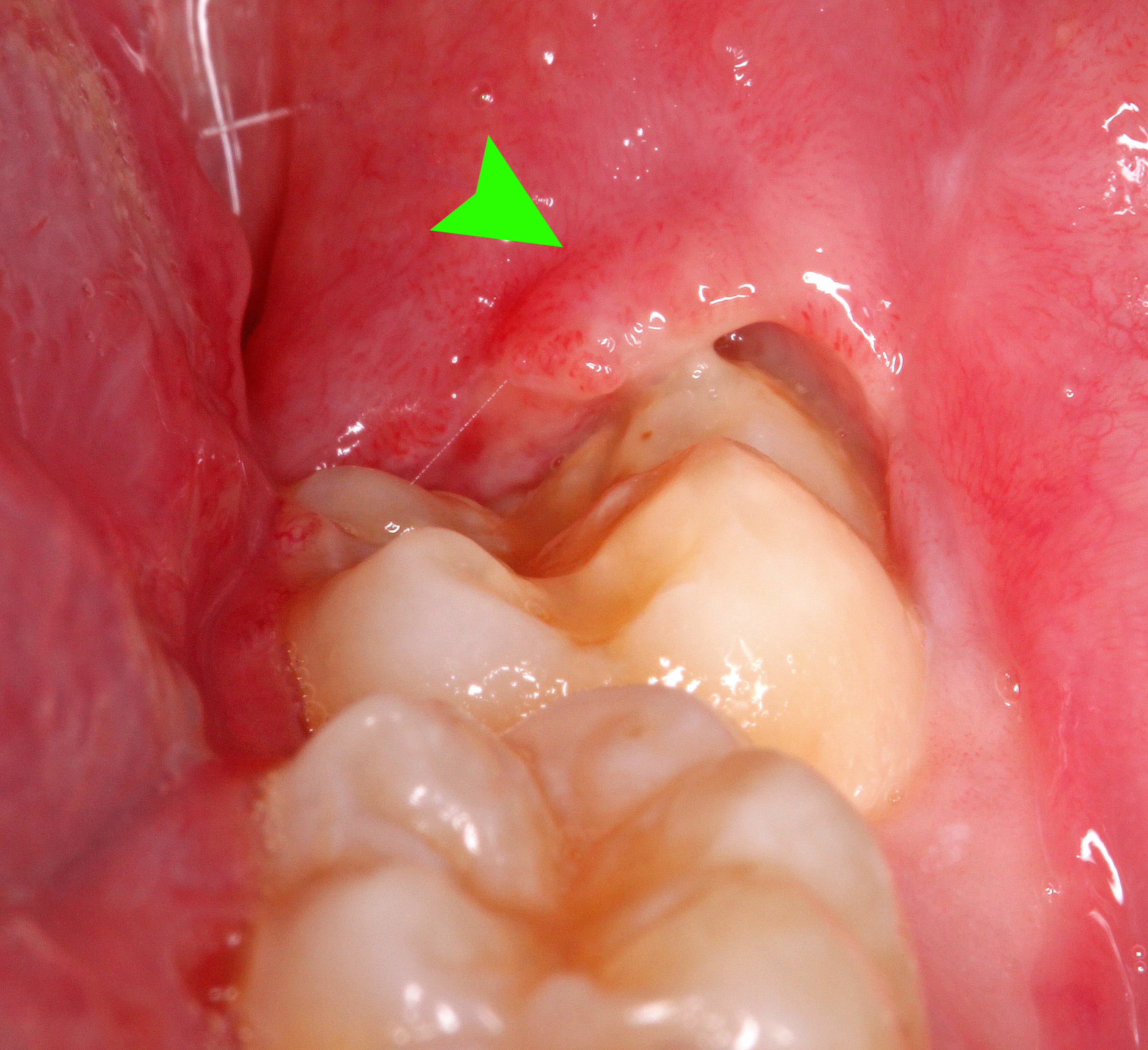
Perikoronitida zubu moudrosti s hnisem

Perikoronitida je zánět měkkých tkání obklopujících korunku částečně prořezaného zubu včetně gingivy (dásně) a zubního folikulu. Měkká tkáň pokrývající částečně prořezaný zub je známá jako operculum, oblast, která může být obtížně přístupná běžnými metodami ústní hygieny. Termín je z řeckého peri, což znamená kolem a latinského corona, což naznamená koruna a -itis, což znamená zánět.
Perikoronitida je způsobena nahromaděním bakterií a nečistot pod operkulem nebo mechanickým traumatem (např. kousnutím operkula protilehlým zubem). Perikoronitida je často spojena s částečně prořezanými a zasaženými třetími moláry dolní čelisti (spodní zuby moudrosti), často se vyskytující ve věku prořezání zubu moudrosti (15 až 26 let). Dalšími běžnými příčinami podobné bolesti z oblasti třetího moláru jsou nárazy potravy způsobující periodontální bolest, pulpitida ze zubního kazu a akutní myofasciální bolest u poruchy temporomandibulárního kloubu.
Léčba perikoronitidy spočívá v léčbě bolesti a vyřešení zánětu. Zánět může být vyřešen vypláchnutím úlomků nebo infekce z perikoronálních tkání nebo odstraněním souvisejícího zubu nebo opercula. Udržení zubu vyžaduje zlepšenou ústní hygienu v dané oblasti, aby se zabránilo dalším epizodám akutní perikoronitidy. Vytrhnutí zubu je často indikováno v případech recidivující perikoronitidy.

## Akutní perikoronitida
Akutní perikoronitida (tj. náhlý nástup a krátkodobé, ale výrazné příznaky) je definována jako „různý stupeň zánětlivého postižení perikoronálního laloku a přilehlých struktur, jakož i komplikacemi mimo postiženou oblast“. Celkové příznaky zahrnují projevy mimo ústa, jako je horečka, malátnost nebo zduření lymfatických uzlin na krku. Je spojena s širokou škálou příznaků včetně silné bolesti, otoku a horečky. Někdy je přidružený perikoronální absces (nahromadění hnisu). Tato infekce se může rozšířit na tváře, očnice / periorbity a další části obličeje nebo krku a příležitostně může vést k ohrožení dýchacích cest (např. Ludwigova angína), což vyžaduje pohotovostní nemocniční ošetření.

## Chronická perikoronitida
Chronická perikoronitida může být také plně chronická nebo recidivující, přičemž periodicky se objevují opakované epizody akutní perikoronitidy. Chronická perikoronitida může způsobit jen málo příznaků, pokud vůbec nějaké, ale některé příznaky jsou obvykle viditelné při vyšetření úst.